# Astipalea (filla de Fènix)
Astipalea (en grec antic: Ἀστυπάλαια, llatí: Astypalaea) va ser, segons la mitologia grega, una filla de Fènix i Perimede, una filla d'Eneu.
Era germana d'Europa i mare (amb Posidó com a pare) de l'argonauta Anceu, i d'Eurípil, rei de Cos. Una illa de les Cíclades duu el seu nom, Astipalea. En parlen Pausànias, Apol·loni de Rodes, Estèfan de Bizanci i la Biblioteca d'Apol·lodor.